# 小卡拉申
50°20′36″N 29°38′4″E / 50.34333°N 29.63444°E
小卡拉申（烏克蘭語：Малий Карашин）是位於烏克蘭北部的村莊，由基辅州布恰区的馬卡里夫市鎮負責管轄。該村始建於1787年，面積0.15平方公里，海拔高度157米，2001年人口430，人口密度每平方公里2,866.7人。